# Utopia Island
Utopia Island (anciennement Havana Nights Festival) est un ancien festival allemand de musique électronique. Au fil des années, le festival évolue d'un festival purement électronique à un festival cross-over (aux genres musicaux variés) avec une orientation musicale plus large (electro, pop, hip-hop, EDM) sur différentes scènes. Le festival, organisé par Klangfeld Live GmbH, se déroulait chaque année pendant trois jours en été à l'Aquapark près de Moosburg an der Isar (Bavière), à proximité de l'aéroport de Munich.

## Histoire

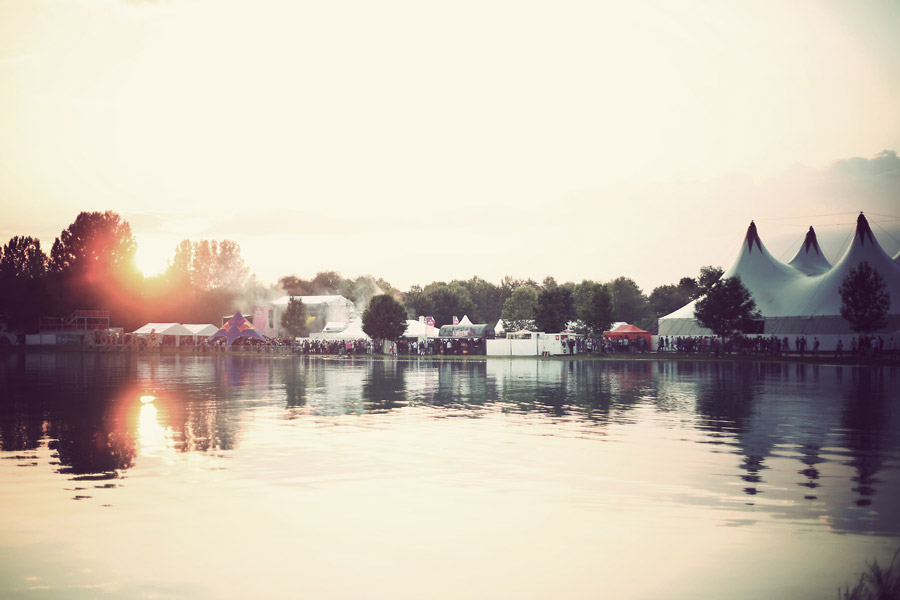
Utopia 2013.

Le festival trouve ses origines en 2003, lorsqu'une fête sportif est organisée sur le terrain de Haag an der Amper. Elle est organisée par les footballeurs du VfR Haag. Lors de l'édition suivante, en 2007, elle prend le nom de festival Havana Nights. Au fil du temps, des artistes plus connus se sont produits et le nombre de visiteurs a augmenté. En 2010, il y avait quatre scènes. Les organisateurs fusionnent pour former Klangfeld GmbH. En 2011, la limite de capacité du site de 16 000 m2 est atteinte (5 000 visiteurs) et les organisateurs n'ont donc pas obtenu l'autorisation d'organiser d'autres festivals sur ce site pour des raisons de sécurité (chemin d'accès étroit). En outre, les riverains ont critiqué le volume sonore du festival.
Deux ans plus tard, le festival est rebaptisé Utopia Island et déménage à l'Aquapark de Moosburg. La première année dans le nouveau lieu est marquée par un total d'environ 7 000 visiteurs. En 2014, le festival affiche presque complet avec, pour la première fois, cinq scènes et 8 000 visiteurs. Dès le jeudi, avant le début officiel du festival, près de 2 500 visiteurs prend d'assaut le camping. En 2015, c'est surtout le camping qui a été agrandi, de sorte que près de 10 000 personnes font la fête. En 2016, le nombre de visiteurs passe à 11 500. En 2017, un nouveau record de fréquentation est atteint avec 15 000 visiteurs. Poussé par la croissance (du nombre de visiteurs) des années précédentes, le spectre musical devait encore être élargi afin de pouvoir offrir plus de variété aux visiteurs. Utopia Island se transforme en un festival cross-over (genres musicaux variés), réunissant les genres musicaux les plus divers en un seul festival. Outre la musique électronique, de la musique pop, hip-hop et EDM est proposée sur différentes scènes.
Bien que l'édition 2017 ait connu un record de fréquentation, l'accueil est négatif. En particulier, l'infrastructure n'était pas à la hauteur du nombre de visiteurs en cas de mauvais temps. Les organisateurs promettent de remédier à la situation pour le festival 2018, mais interrompt la planification en hiver 2017 et renvoient les détenteurs de billets à la saison 2019. Mais il n'y a pas non plus de nouvelle planification en 2019. Un autre festival était prévu pour 2020 sur le site.

## Concept
L'objectif du festival est de réunir des artistes de renommée nationale et internationale avec des artistes émergents de la région et de leur permettre ainsi de nouer des contacts importants. Pendant ce temps, les visiteurs doivent avoir la possibilité de faire une pause dans leur quotidien et de s'amuser dans une atmosphère de vacances. Le nom du festival est choisi en référence au roman L'Utopie (Utopia) de Thomas More et doit souligner l'égalité de tous les festivaliers.

## Site de la manifestation

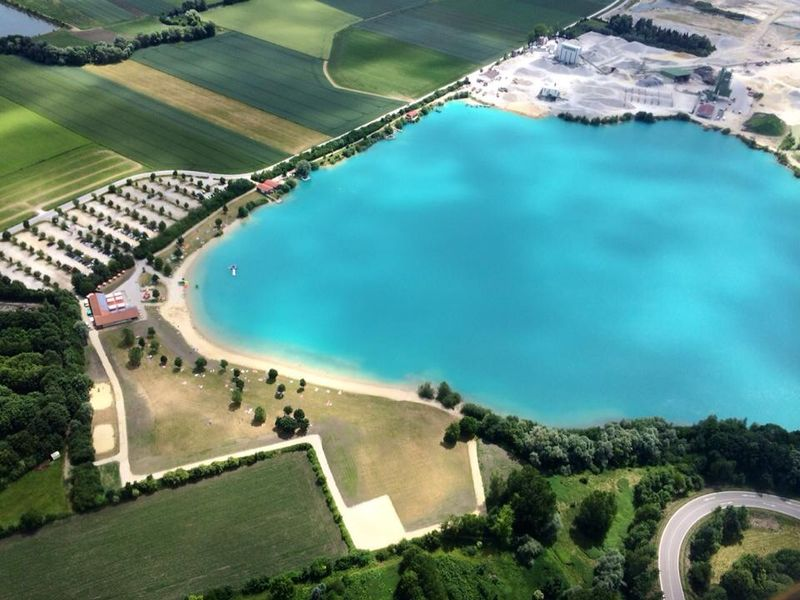
L'Aquapark à Moosburg.

L'Aquapark de Moosburg sur l'Isar sert de lieu de manifestation. Les festivités s'y déroulent sur les rives du Baggersee. Le choix du site est motivé par les bonnes liaisons de transport, la taille du terrain et la valeur élevée des loisirs. Les visiteurs peuvent également camper sur le site. Les organisateurs proposent des navettes vers le site du festival. De plus, le W-LAN est disponible gratuitement. Il y a de nombreuses offres gastronomiques, un supermarché, des boulangers et des fleuristes. En 2015, une grande roue est installée en plus et des vols en hélicoptère ont été proposés au-dessus du site. La plupart des scènes sont installées sous des tentes à l'abri des intempéries, où des visualisations laser accompagnent la musique. Outre la scène principale, les cinq scènes portent les noms d'Aura, Seaside, Terra et Heart. Elles sont censées illustrer les quatre éléments et, en tant que cinquième élément, l'amour, et sont conçues en conséquence. 

## Programmations
| Date               | Affluence | Participants |
| ------------------ | --------- | --- |
| 25–26 juillet 2010 | 4 000     | André Galluzzi, DJ Tomcraft, Extrawelt, Felix Kröcher, Format:B, Fritz Kalkbrenner, Pascal FEOS, uvm. |
| 01–2 juillet 2011  | 6 000     | Anthony Rother, DJ Tomcraft, Ekkohaus, Felix Kröcher, Format:B, Guido Schneider, Lexy & K-Paul, Luna City Express, Lützenkirchen, Matthias Tanzmann, Moonbootica, Oliver Koletzki & Fran, Pascal FEOS, The Disco Boys, Tobi Neumann, uvm. |
| 28–29 juin 2013    | 7 000     | Brodinski, Cyberpunkers, Deorro, Digitalism, Dominik Eulberg, Ellen Allien, Extrawelt, Felix Kröcher, Format:B, Frank Sonic, Kölsch, Lexy & K-Paul, Niconé, Northern Lite, Oliver Koletzki, Ostblockschlampen, Robert Babicz, Steve Aoki, Tiefschwarz, Tubbe, uvm. |
| 21–23 août 2014    | 8 000     | 2Many DJs, Adana Twins, Camo & Krooked, Captain Capa, Claire, Crookers, Dapayk & Padberg, Exclusive, Flux Pavilion, Frittenbude, HVOB, Kid Simius, Kölsch, Matthias Tanzmann, Milky Chance, Mr. Oizo, Nod One's Head, OK Kid, Ostblockschlampen, Recondite, Roland Appel, Schlachthofbronx, Tube & Berger, uvm. |
| 13–15 août 2015    | 10 000    | Abby, Adana Twins, Âme, Bilderbuch, Chase and Status, Claptone, Crystal Fighters, Dominik Eulberg, Errdeka, Gin Ga, Gregor Tresher, I Heart Sharks, Kele, Kwabs, MØ, Ostblockschlampen, Recondite, Rødhåd, Roman Flügel, The Bloody Beetroots, The/Das, The Magician, Vitalic, WhoMadeWho, uvm. |
| 18–20 août 2016    | 12 000    | Bonaparte, Claire, Cosby, Dada Life, Dapayk, Deichkind, DJ Koze, Don Diablo, Einmusik, Frittenbude, Gorgon City, Gui Boratto, HVOB, Lena, Le Shuuk, Maceo Plex, Martin Solveig, Niconé, OK Kid, Ostblockschlampen, Paul Kalkbrenner, Rudimental, Sigala, Sigma, Simian Mobile Disco, Tube & Berger, Watermät, uvm. |
| 10–12 août 2017    | 15 000    | Martin Garrix, Marshmello, Marteria, K.I.Z, Art Department, ATB, Brennan Heart, Claptone, Deorro, Netsky, Nicole Moudaber, Tchami, Tinie Tempah, What So Not, Yellow Claw, Adana Twins, Andre Hommen, Chefket, Digital Farm Animals, DJ Bl3nd, Dominik Eulberg, Drunken Masters, Gabriel Ananda, Granada, Grandheft, Hito, Housekasper, Hucci, Jax Jones, Joel Mull, JP Cooper, Kris Kross Amsterdam, Le Shuuk, Martin Jensen, MK, Monkey Safari, Paul Ritch, Pig & Dan, Pretty Pink, Re.You, Route 94, Sam Feldt, Tinlicker. |